# Gué-d'Hossus
Gué-d'Hossus [ɡe dɔsy] est une commune française située dans le département des Ardennes, en région Grand Est.

## Géographie

### Localisation
Village se situant près de la frontière belge (environ 1 km).

### Hydrographie
La commune est dans le bassin versant de la Meuse au sein du bassin Rhin-Meuse. Elle est drainée par le ruisseau de la Tauminerie, le ruisseau du Fond de Pernelle, le ruisseau des Censes et le ruisseau de la Prise Gatin,.

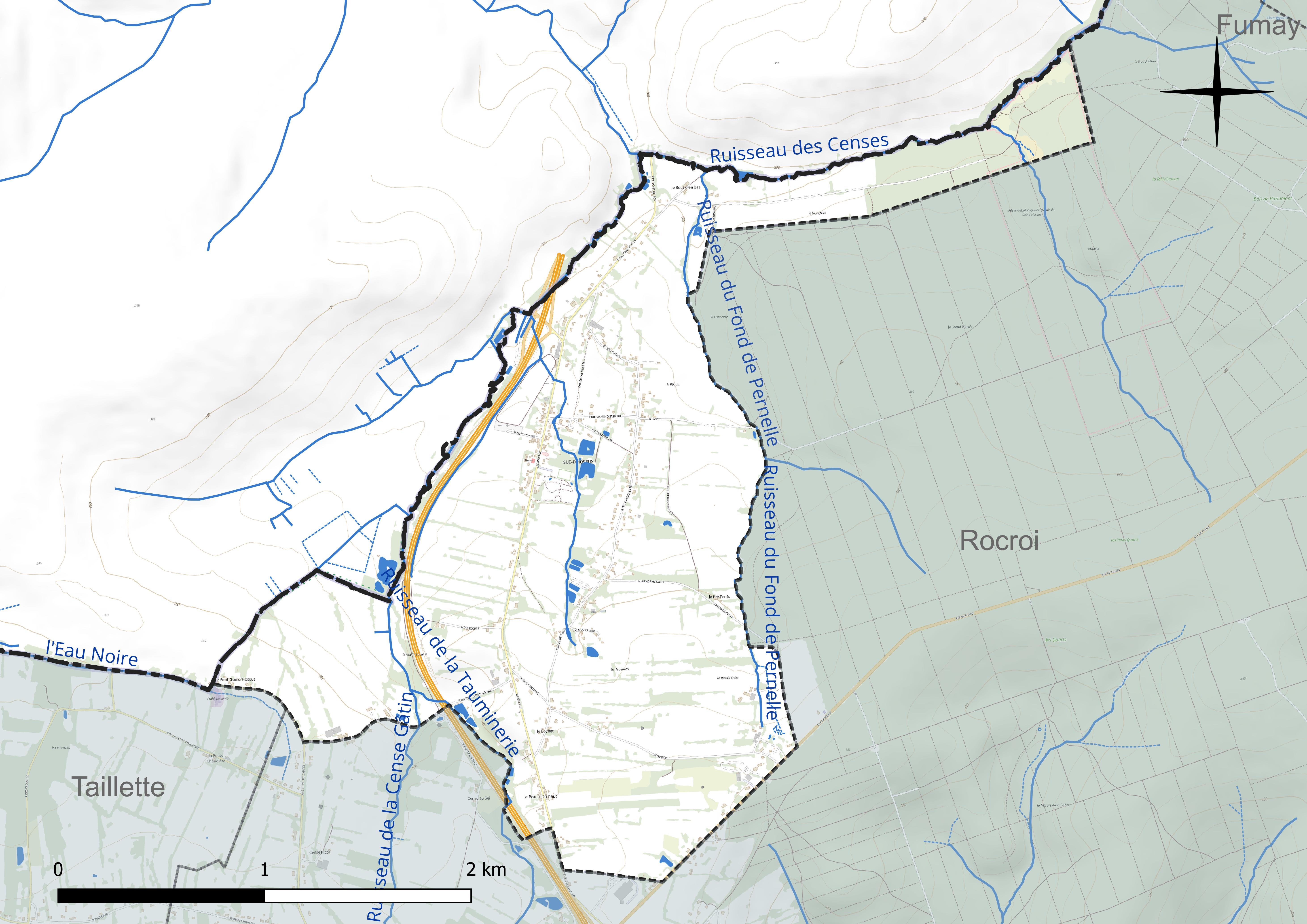
Réseau hydrographique de Gué-d'Hossus.

### Climat
Pour des articles plus généraux, voir Climat du Grand Est et Climat des Ardennes.
En 2010, le climat de la commune est de type climat de montagne, selon une étude du Centre national de la recherche scientifique s'appuyant sur une série de données couvrant la période 1971-2000. En 2020, Météo-France publie une typologie des climats de la France métropolitaine dans laquelle la commune est exposée à un climat océanique altéré et est dans une zone de transition entre les régions climatiques « Nord-est du bassin Parisien » et « Lorraine, plateau de Langres, Morvan ».
Pour la période 1971-2000, la température annuelle moyenne est de 9,1 °C, avec une amplitude thermique annuelle de 15,3 °C. Le cumul annuel moyen de précipitations est de 1 126 mm, avec 14,3 jours de précipitations en janvier et 10,6 jours en juillet. Pour la période 1991-2020, la température moyenne annuelle observée sur la station météorologique de Météo-France la plus proche, « Rocroi », sur la commune de Rocroi à 3 km à vol d'oiseau, est de 9,5 °C et le cumul annuel moyen de précipitations est de 1 210,4 mm. 
La température maximale relevée sur cette station est de 37,6 °C, atteinte le 25 juillet 2019 ; la température minimale est de −14,7 °C, atteinte le 4 février 2012,,.
Les paramètres climatiques de la commune ont été estimés pour le milieu du siècle (2041-2070) selon différents scénarios d'émission de gaz à effet de serre à partir des nouvelles projections climatiques de référence DRIAS-2020. Ils sont consultables sur un site dédié publié par Météo-France en novembre 2022.

## Urbanisme

### Typologie
Au 1er janvier 2024, Gué-d'Hossus est catégorisée commune rurale à habitat dispersé, selon la nouvelle grille communale de densité à 7 niveaux définie par l'Insee en 2022.
Elle appartient à l'unité urbaine de Rocroi, une agglomération intra-départementale dont elle est une commune de la banlieue,. La commune est en outre hors attraction des villes,.

### Occupation des sols
L'occupation des sols de la commune, telle qu'elle ressort de la base de données européenne d’occupation biophysique des sols Corine Land Cover (CLC), est marquée par l'importance des territoires agricoles (87,8 % en 2018), en diminution par rapport à 1990 (90,5 %). La répartition détaillée en 2018 est la suivante : 
prairies (77,3 %), zones agricoles hétérogènes (10,5 %), forêts (7,1 %), zones urbanisées (4,9 %), mines, décharges et chantiers (0,1 %). L'évolution de l’occupation des sols de la commune et de ses infrastructures peut être observée sur les différentes représentations cartographiques du territoire : la carte de Cassini (XVIIIe siècle), la carte d'état-major (1820-1866) et les cartes ou photos aériennes de l'IGN pour la période actuelle (1950 à aujourd'hui).

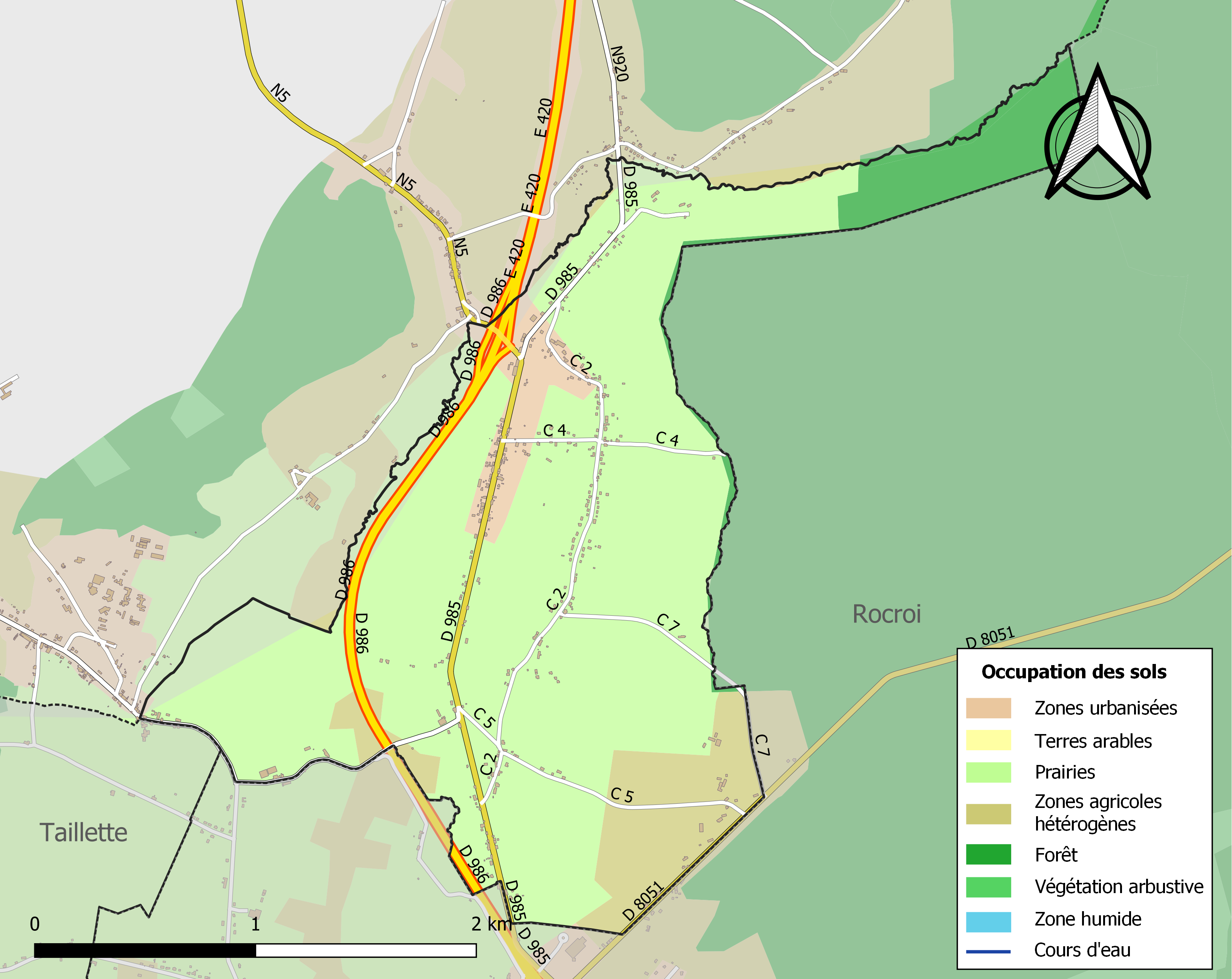
Carte des infrastructures et de l'occupation des sols de la commune en 2018 (CLC).

## Toponymie
- Gué (Vadum) : passage assez facile d'une rivière, d'un marais, d'un endroit bourbeux…
- Hossus,
d'après Lépine : houssa = fondrière
d'après Manège : houssus = bourbeux

Donc Gué d'Hossus signifie passage dans des terrains marécageux. On trouve Houssus en 1220 et Gué d'Houssus en 1621.

## Histoire

### Dates et faits marquants
- XIe siècle : il existe un moulin appelé « les Deux Deniers ».
- 1220 : charte de Gilles de Montcornet citant une coupe de bois appelée Houssus.
- XVIe siècle : avant le village actuel il existe : l'Archebruyère ou Roche-bryère ou encore Four à Verre. Une verrerie se serait située au Grand Gué d'Hossus.
- 1566 : création du village par Antoine de Croÿ, baron de Montcornet, par la charte du 16 juillet 1566. II existe déjà la maison du sieur Demoulin, construite sur l'emplacement du vieux moulin du XIe siècle.
- 1571 : c'est à cette date que l'Archebruyère, les Grand et Petit Gué d'Hossus se nomment Gué d'Hossus.
- 1613 : Gué d'Hossus passe avec la baronnie de Montcornet de Charles de Croÿ au duc de Gonzague.
- 1621 : aveu de Charles de Gonzague au roi disant que l'Archebruyère appelé " Gué d'Houssu " fut créé par Philippe de Croÿ, duc d'Arschot le même jour que Croyville (118 arpents 30 verges) et dépendant de la baronnie de Montcornet.
- 1643 : avant le siège de Rocroy, le village fut incendié par les Espagnols. Les maisons proches du Grand Gué d'Hossus subsistent et c'est autour d'elles que se reconstruit le village.
- 1665 : la maison forte est tenue par le président Renart de Fuschsamberg (de Rethel) (Gobert de Fuschsamberg avait acheté la Roche Bruyère en partie avec son frère Thomas).
- 1668 : annexe de Rocroy Gué d'Hossus obtient de l'archevêque et du duc de Mazarin d'avoir un vicaire à demeure à condition de le loger à leur frais et de le payer 150 livres par an.
- XVIIe siècle : le seigneur est Renart de Fuschsamberg.
- 1683 : aveu et dénombrement de César de Brouilly, marquis de Wartigny au duc de Mazarin pour 1/3 de la seigneurie.
- 1693-1695 : M de Rimbert est seigneur, se désignant comme " Marquis de Montcornet ".
- 1695 : après cette date, le duc d'Aiguillon est marquis de Montcornet donc seigneur de Gué d'Hossus.
- 1738 : Le gruyère de Montcornet demande aux habitants de Gué d'Hossus de ne pas participer à la restauration du mur du cimetière de Rocroy.
- 1748 : les bourgeois de Gué d'Hossus défendent leurs franchises obtenues en 1571 et ont gain de cause.
- 1770 : Jean-Joseph Démarets, écuyer, acquiert de la duchesse de Lorges, la terre d'Auvillers-les-Forges dont il devient seigneur. Quelques années après, il fonde une dotation pour : une jeune fille pauvre mais vertueuse devant se marier le jour de la fête, un garçon sachant assister et secourir les vieillards.
- 1772 : établissement de la frontière entre les États de Liège et la France.
- 1824 : construction de l'église Saint-Luc remplaçant une chapelle.
- 1831 : la population est importante : 885 habitants.
- 1846 : Gué d'Hossus a une population qui culmine à 967 habitants.
- 1852 : il y a une école qui accueille 120 enfants.
- 1856 : création d'une école de filles. L'instituteur est payé 600 francs, l'institutrice 300 francs.
- XIXe siècle : métiers exercés : charrons, charpentiers, maréchaux, sabotiers et tisserands.
- 1860 : la fondation Démarets existe toujours mais n'est accordée qu'aux filles désignées qu'après neuf mois de mariage.
- 1881 : la population diminue, on ne compte plus que 721 habitants.
- 1889 : légère remontée : 808 habitants.
- 26 août 1914 : destruction du village (l'église, la mairie, les écoles et 68 maisons entièrement incendiées) par l'armée allemande[15]. Selon un témoin allemand, officier de l'armée de terre, dans le village du Gué-D'Hossus, « on a simplement jeté les habitants mâles dans les flammes[16] ». Ce que les Allemands ont fait là, a été un des nombreux crimes de guerre commis par l'armée allemande durant la Grande guerre de 1914-1918.
- 1926 : après la guerre : baisse démographique : 721 habitants.
- 1946 : iI ne reste plus que 573 habitants après la 2e Guerre mondiale.
- 1954 : 637 habitants.
- 1968 : 616 habitants.
- 1975 : 543 habitants.
- 1982 : chiffre le plus bas : 500 habitants.
- 1990 : le recensement fait apparaître 525 habitants.
- 1999 : il y a 504 habitants décidés à faire connaître Gué d'Hossus en organisant des festivités (ne fût-ce que celles de la Saint-Luc) et en adoptant des armoiries communales qui seront le reflet de son identité. La Croix de guerre dont la commune est fière, trouvera ainsi sa place légitime.
- 2018 : l'autoroute A304 passe aux abords de la commune.

## Politique et administration
| Période                                  | Période                   | Identité                                      | Étiquette | Qualité                                     |
| ---------------------------------------- | ------------------------- | --------------------------------------------- | --------- | ------------------------------------------- |
| Les données manquantes sont à compléter. |                           |                                               |           |                                             |
| avant 1876                               | après 1877                | Civet                                         |           |                                             |
| mars 2001                                | En cours (au 24 mai 2020) | André Liébeaux Réélu pour le mandat 2020-2026 |           | Ancien cadre Réélu pour le mandat 2014-2020 |

Gué-d'Hossus a adhéré à la charte du parc naturel régional des Ardennes, à sa création en décembre 2011.

## Démographie
L'évolution du nombre d'habitants est connue à travers les recensements de la population effectués dans la commune depuis 1793. Pour les communes de moins de 10 000 habitants, une enquête de recensement portant sur toute la population est réalisée tous les cinq ans, les populations de référence des années intermédiaires étant quant à elles estimées par interpolation ou extrapolation. Pour la commune, le premier recensement exhaustif entrant dans le cadre du nouveau dispositif a été réalisé en 2005.

En 2022, la commune comptait 504 habitants, en évolution de −5,44 % par rapport à 2016 (Ardennes : −2,97 %, France hors Mayotte : +2,11 %).
| 1793 | 1800 | 1806 | 1821 | 1831 | 1836 | 1841 | 1846 | 1851 |
| ---- | ---- | ---- | ---- | ---- | ---- | ---- | ---- | ---- |
| 625  | 680  | 682  | 779  | 885  | 950  | 964  | 967  | 987  |

| 1866 | 1872 | 1876 | 1881 | 1886 | 1891 | 1896 | 1901 | 1906 |
| ---- | ---- | ---- | ---- | ---- | ---- | ---- | ---- | ---- |
| 819  | 821  | 838  | 871  | 872  | 831  | 808  | 811  | 781  |

| 1911 | 1921 | 1926 | 1931 | 1936 | 1946 | 1954 | 1962 | 1968 |
| ---- | ---- | ---- | ---- | ---- | ---- | ---- | ---- | ---- |
| 787  | 667  | 721  | 654  | 651  | 573  | 637  | 631  | 543  |

| 1975 | 1982 | 1990 | 1999 | 2005 | 2006 | 2010 | 2015 | 2020 |
| ---- | ---- | ---- | ---- | ---- | ---- | ---- | ---- | ---- |
| 452  | 500  | 525  | 504  | 511  | 507  | 526  | 529  | 513  |

| 2022 | - | - | - | - | - | - | - | - |
| ---- | - | - | - | - | - | - | - | - |
| 504  | - | - | - | - | - | - | - | - |

## Culture locale et patrimoine

### Lieux et monuments
- Église Saint-Luc de Gué-d'Hossus

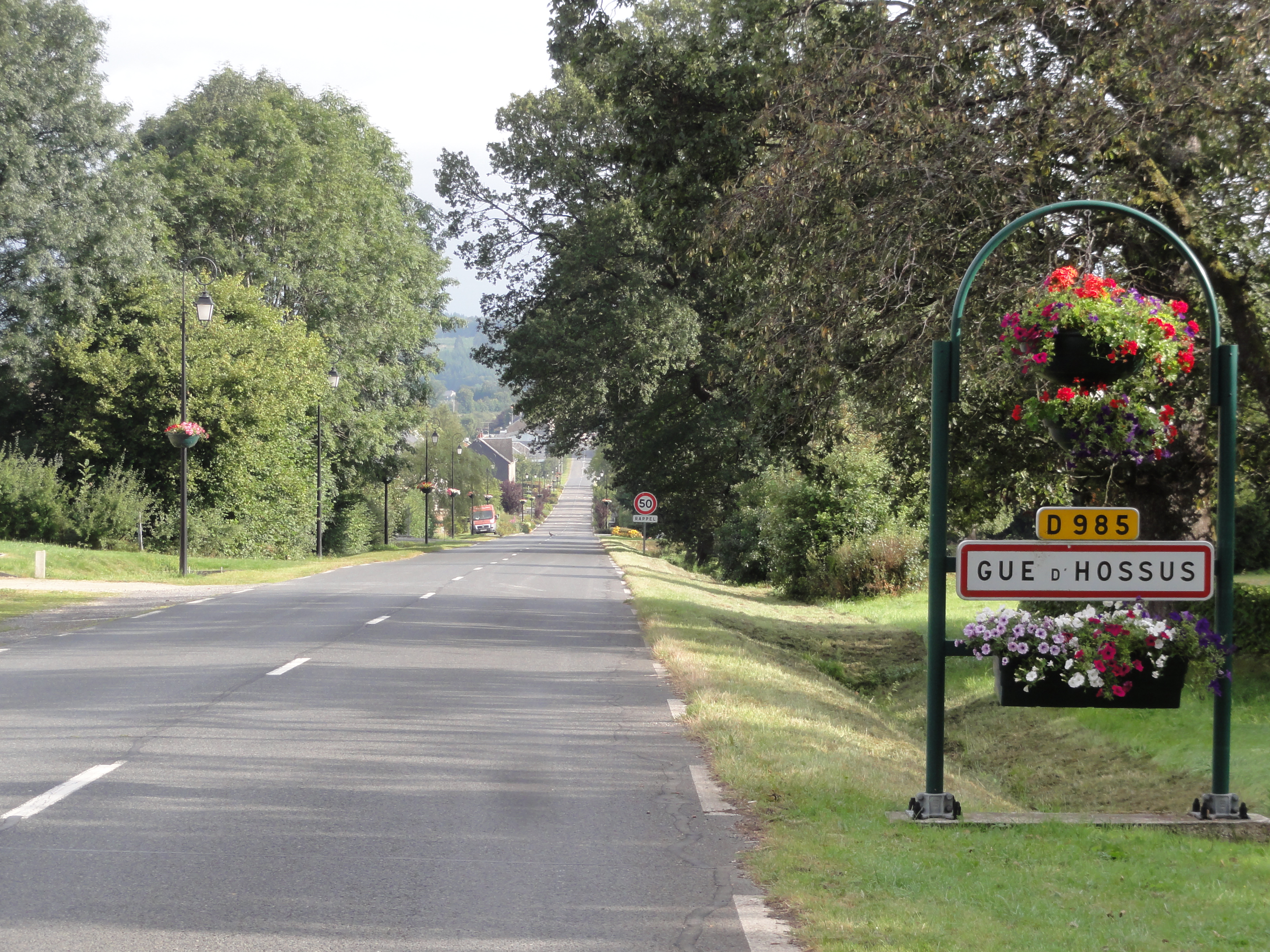
Entrée du village.
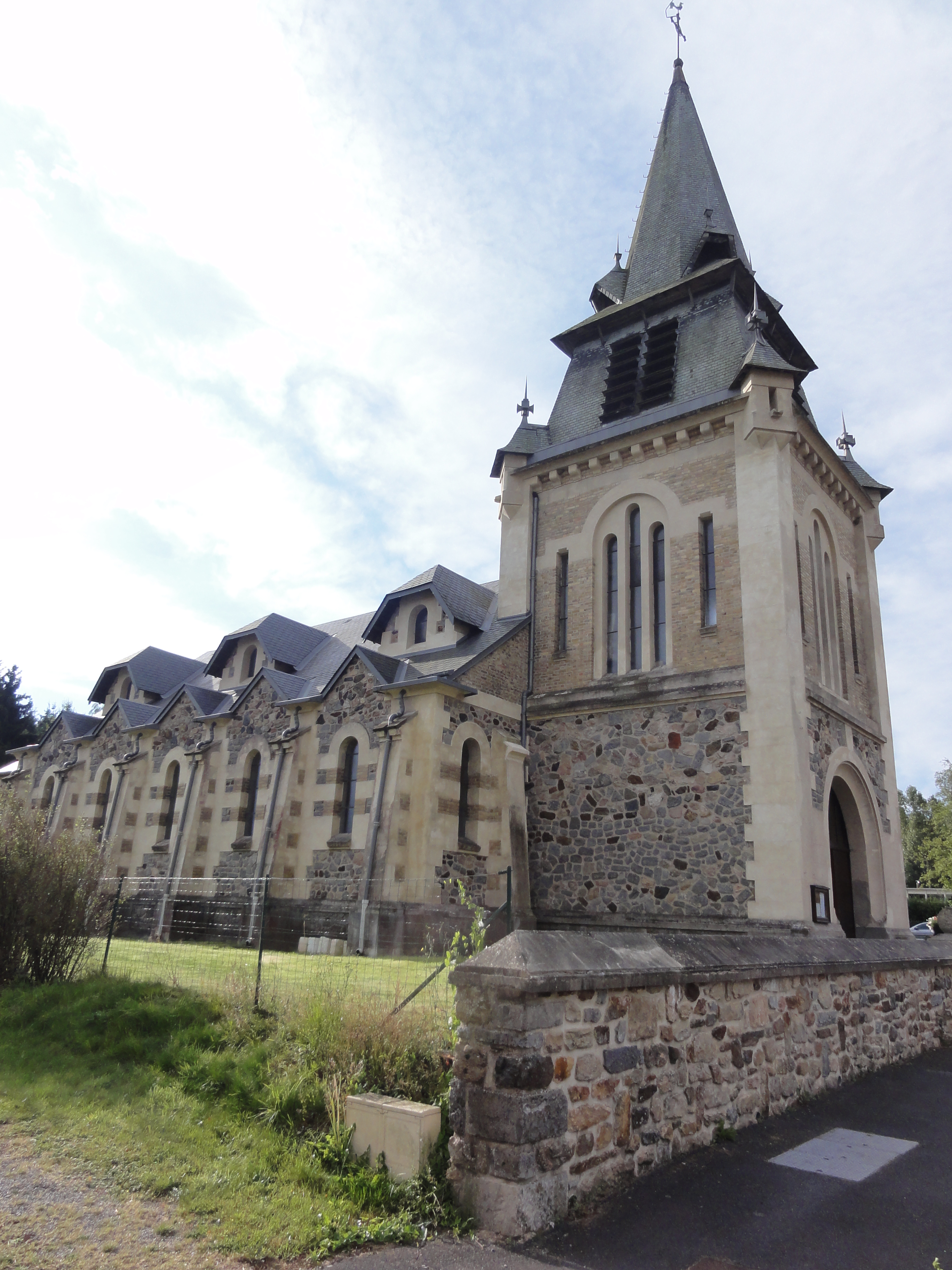
Église Saint-Luc.
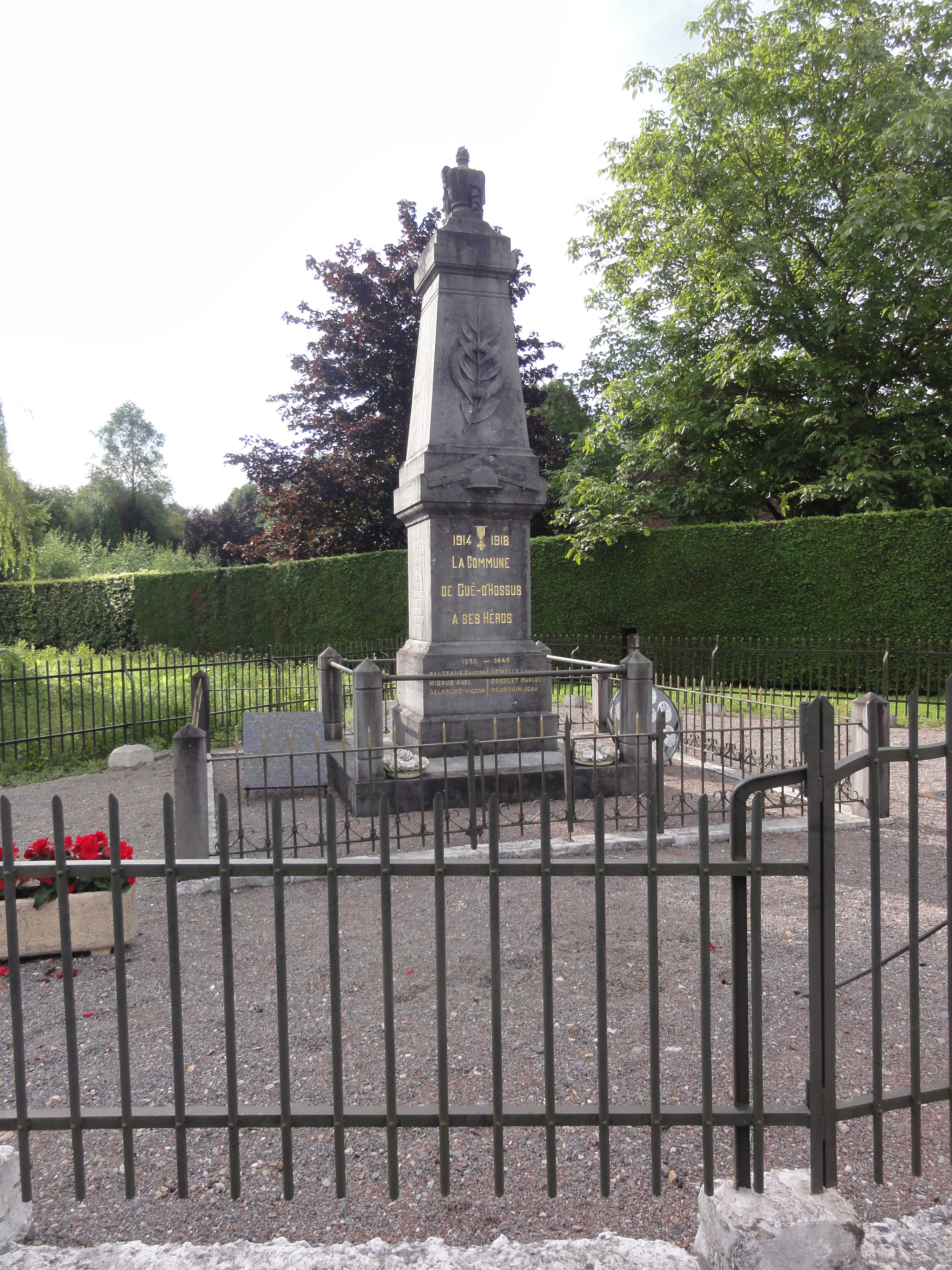
Monument aux morts.
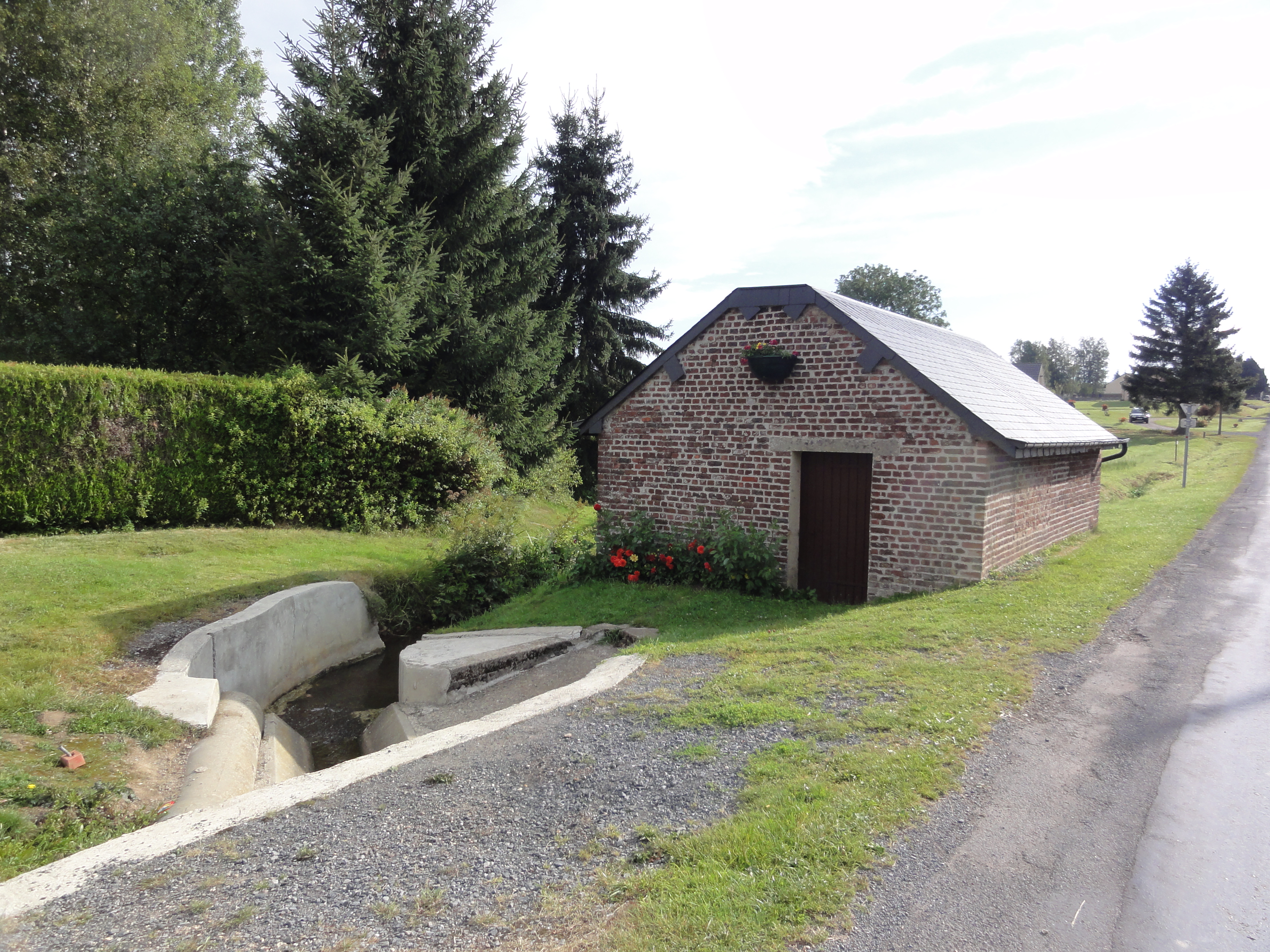
Lavoir.

### Personnalités liées à la commune
- Charles Jules Parlier (1827-1888), général, y est né.

### Héraldique
| Blason de Gué-d'Hossus | Blason  | D'argent au chêne arraché de sinople englanté d'or, surmonté d'une tierce de gueules chargée d'une quintefeuille brochant du champ. |
| Blason de Gué-d'Hossus | Détails | Adopté le 24 octobre 2000. |

#### Explication du blason de Gué d'Hossus
Gué d'Hossus eut deux seigneurs principaux :
1. La maison de Croÿ dont :
  - Antoine I acheta la baronnie de Montcornet en 1446 et devint donc seigneur des terres dépendantes, dont le territoire de Gué d'Hossus. Il portait dans ses armoiries une quintefeuille d'argent.
  - Antoine II, son descendant et héritier de Montcornet, fonda Bourg-Fidèle et Gué d'Hossus par les chartes des 19 mai 1565 et 19 juillet 1566. Il portait dans ses armoiries trois bandes de gueules comme tous les membres de la famille de Croÿ.
2. La maison de Fuschsamberg dont tous les membres portèrent le même blason où figure le chêne arraché de sinople englanté d'or. Thomas-Adolphe fut seigneur de l'Archebruyère avec son frère (en partie) Gobert-Albert. Ils avaient acheté la seigneurie ensemble vers 1665.